# Erigoninae
Erigoninae es una subfamilia de arañas araneomorfas de la familia Linyphiidae. 

## Géneros
- Lista de género de la subfamilia Erigoninae